# Victor Massé
Victor Massé, właśc. Félix-Marie Massé (ur. 7 marca 1822 w Lorient, zm. 5 lipca 1884 w Paryżu) – francuski kompozytor.

## Życiorys
W latach 1834–1844 studiował w Konserwatorium Paryskim, gdzie jego nauczycielami byli Pierre-Joseph-Guillaume Zimmerman (fortepian) i Jacques Fromental Halévy (kompozycja). W czasie studiów zdobył I nagrodę w grze na fortepianie (1839), harmonii (1840) i fudze (1843). W 1844 roku zdobył Prix de Rome za kantatę Le Renégat de Tanger. Podczas dwuletniego pobytu we Włoszech skomponował mszę i wystawił  operę La favorita e la schiava. Od 1860 roku był kierownikiem chóru w Opéra de Paris. Od 1866 roku wykładał kontrapunkt w Konserwatorium Paryskim. W 1872 roku został wybrany na członka Académie des beaux-arts.
Otrzymał order kawalera (1856) i oficera (1877) Legii Honorowej.

## Wybrane kompozycje
(na podstawie materiałów źródłowych)

### Opery
- La chambre gothique (1849)
- La Chanteuse voilée (1850)
- Galathée (1852)
- Les Noces de Jeannette (1853)
- La Fiancée du Diable (1854)
- La favorita e la schiava (wyst. Wenecja 1855)
- Miss Fauvette (wyst. Paryż 1855)
- Les Saisons (wyst. Paryż 1855)
- La Reine Topaze (wyst. Paryż 1856)
- Les Chaises à porteurs (wyst. Paryż 1858)
- La fee Caralosse (wyst. Paryż 1859)
- La Mule de Pedro (wyst. Paryż 1863)
- Fio d’Aliza (wyst. Paryż 1866)
- Le Fils du Brigadier (wyst. Paryż 1867)
- Paul et Virginie (wyst. Paryż 1876)
- Une Nuit de Cléopatre (wyst. Paryż 1885)

### Operetki
- Le cousin de Marivaux (wyst. Baden-Baden 1857)

### Utwory wokalno-instrumentalne
- Messe solennelle (1840)
- kantata Le Renégat de Tanger (1844)
- kantata La France sauvée (1852)